# School Days角色列表

School Days系列作品中主要的女性角色，從左至右分別為清浦剎那、西園寺世界、黑田光、桂言葉以及甘露寺七海。

《School Days》是一款由日本0verflow公司推出的日本成人遊戲，除了之後該遊戲作品還發行相關的的動畫和漫畫和小說版本外，並且還和《Summer Days》（Shiny Days）、《Cross Days》、《Island Days》等系列作品享有相似的世界觀和角色設定。在這些故事中部分的角色其姓氏和生日都是源自於日本內閣總理大臣，且多半和澤越止或是間瞬有血緣關係的隱藏設定。

## School Days
伊藤誠（聲：平井達矢／平川大輔）

生日：10月16日（天秤座）、身高：167.5cm、血型：O型，姓氏源於「伊藤博文」。
榊野學園1年3組，《School Days》、《Summer Days》、《Island Days》的男主角，其父為泽越止，其實是西園寺和清浦父親的異母弟。不過劇中並沒有表現。可以說他的性格是傳承自他父親，不過由於泽越止在前面的作品都不是主要人物，而且在《School Days》以前0verflow公司的作品知名度不高的原因，所以泽越止並不為人知。雙親離婚，現在和當護士的母親伊藤萌子2人同住在高級公寓。有一個妹妹止，但並沒有住在一起。擅長製作料理，外表缺乏精神，其性格容易受到周圍的氣氛及環境影響且優柔寡斷。更甚的是在特定路徑的選擇之中採取相反的行動，更顯得他沒有常識，但是在女性當中異常受到歡迎。
對隔壁班的言葉存有好感，在座位旁邊的世界的支援下，達成與言葉的戀人關係；但言葉在男性恐懼症下連微小的身體接觸都相當拒絕（誠亦有過份的欲求），令佔有欲強的誠不知如何對應，並開始覺得厭倦。「向對自己有意思的世界請教戀愛問題」、「言葉被泰介強暴（雖兩人正在交往，但言葉並不願意），不知其原由的誠就因情欲就想對同時目睹該情境的光出手」、「儘管與對方已有很深的聯繫但仍見異思遷」等例子，顯示出誠不僅優柔寡斷，並且擁有令人無法相信的遲鈍性格。而在動畫版中最低限度有少許改變。後來雖然明確地表示世界與刹那懷有誠的小孩，不過他們的關係最後仍然不明。（能為誠生產小孩的不限於世界與刹那2人。）
由於他太過愚笨（ヘタレ）、優柔寡斷，且在故事進程中不斷花精神周旋在世界與言葉之間，因此與《WHITE ALBUM》藤井冬彌、《你所期望的永遠》鳴海孝之並列（有說是凌駕於他們之上），得到「成人遊戲中最差的愚笨主角（アダルトゲームにおける最悪のヘタレ主人公）」這樣不譽的評價，這三位主角在日本有「三大愚笨主角（三大ヘタレ主人公）」的稱號。而在中文玩家中更擁有「人渣誠」的稱號，同時因他會採取和玩家選項相反之行動，亦被玩家戲稱他為「自走砲」。而於《Summer Days》再以主角身份登場，惡評更多。另外該作品傳入中國大陸時，更被中國大陸的網友將伊藤誠、「SHUFFLE!」土见禀、「你所期望的永遠」鳴海孝之、「WHITE ALBUM」藤井冬彌被並列為日本動漫的“四大渣王”、“四大渣男”等類似的稱號。
西園寺世界（聲：／河原木志穗）
生日：12月7日（射手座）、身高：155.3cm、血型：B型、三圍：84/62/86，姓氏源於「西園寺公望」。
榊野学園1年3組學生，《School Days》的女主角。得意料理為三明治。性格十分外向，也是天文部部長（實際上只有她一人），與清浦刹那十分要好的青梅竹馬。是伊藤誠的同桌，把誠和言葉撮合到一起，但自己對誠也抱有好感。
其父為间瞬（泽越止之子），伊藤誠其實是她父親的異母弟，不過劇中並沒有表現，只有說明清浦刹那和西園寺世界是異母姐妹的關係。與母親同住在家庭公寓。因其明亮的性格所以是氣氛製造者。在男性之間擁有極高人氣，但拒絕所有人的告白，且十分直截了當。對誠有秘密的感情，為了能够更接近誠而和他人調位坐在誠的旁邊（原本是刹那的座位）。因為是女主角而有不少優待，但其與誠私通的行動與腹黑的性格被部份玩家討厭且不受歡迎（在體驗版時的評價很高）。
在誠與言葉交往之前，與誠已親近到可以直接稱呼對方的名字，但誠這時沒有把她當作為「一個女孩」。其後自稱隨意地看到誠手機的待機圖片並覺得抱歉，其後安排言葉和誠之間的約會。當初是在誠的背後作為支援並周旋在誠和言葉之間，而令他們一起共進午餐亦幫助他們發展關係，其後與言葉交談後知道誠和言葉互相對對方有意思並且言葉已接受了誠的告白，這對世界來說都是預計以外的事。其後為了讓誠與言葉順利發展，世界不斷抑制自己的感情。在湊合誠與言葉之後吻了誠當作對自己的報答，令這自己一手安排的關係和她本身的處境變得不正常。
最受歡迎和倍受注目的角色是落在處景極為不遇且進行激烈行動的言葉身上，因而大大出乎工作人員們當初的意料。後來與異母姊妹刹那共為誠誕下小孩子。（她們哪一個先懷孕、懷孕的時期等一概不明）而她們的母親過去亦曾經與同一位男性（間瞬）發生關係並懷孕，並產下世界與刹那。使用的武器是菜刀。由於動畫版為全年齡向，並且集中更改許多構成對誠不滿的部份，因此世界的黑暗面亦有所缓和。在HQ版中，如果誠和言葉太過要好就會轉而和泰介交往並和其發生關係，但似乎有被強暴的片段出現。
桂言葉（聲：遠野そよぎ／岡嶋妙）
生日：1月4日（山羊座）、身高：156.7cm、血型：A型、三圍：102/60/84，姓氏源於「桂太郎」。
榊野学園1年4組學生，擔任班長。《School Days》、《Summer Days》、《Shiny Days》的女主角。興趣是閱讀，而由於體能很差不擅長體育，得意作是母親桂真奈美傳授的檸檬茶。對血腥與恐怖電影有興趣。居住在豪華的獨立房屋的有錢人，雙親都在工作。加上妹妹心是一個小家庭。老實且畏縮不前的性格、輕度的男性恐懼症。對性與戀愛相關的事相當害怕並陌生，但被同級的其他女子討厭，受到乙女為首的同學欺負。性格老實内向，與誠交往后有所改變。
她與誠一樣多次在電車上遇到對方、並對對方有意思。後來在世界的幫助下與誠交往，且克服了少許對男性的恐懼，但在初次約會前世界對誠作出突然的行動，令本來順利的關係變得不正常，而在故事進程中，言葉溫馴的性格亦開始大變。雖然言葉擁有的結局較多但内容較少，實際在份量上是世界以下。由於世界與誠的行動令她遭遇到悲惨的命運，在下續的發展中與誠絕緣而和泰介交往。
故事開始時雖然言葉性格為畏縮不前且溫馴，但在後期最差的情況引發其精神崩潰。但是，在結局時其強烈的行動受到注目，諷刺的是反而倍受歡迎，亦被愛好者以「言葉樣」稱呼，並擁很高的人氣。在『Summer Days』登場時，其相當不遇的處境被扭轉變成較好的。雖然詳細不明，但言葉在本作的結局中懷孕且是誠的小孩是有可能的，不過並沒有確切的情報、記錄存在。武器是鋸、水果刀（未使用）。
清浦刹那（聲：山本華／井本恵子）
生日：2月14日（水瓶座）身高：142.5cm、血型：A型、三圍：74/54/76，姓氏源於「清浦奎吾」。
榊野学園1年3組學生，擔任班長，世界的青梅竹馬，《Summer Days》的女主角。其父為间瞬，伊藤誠其實是她父親的異母弟，不過劇中並沒有表現，只有說明清浦刹那和西園寺世界的關係。由於小個子，經常被誤會是國中生。是那種不能從臉上看出心情的性格，卻是個努力家，也事事為世界著想。在入學時受到了伊藤誠的幫助，於是對他有好感，但也知道世界喜歡誠，便決定隱藏自己的感情來幫助世界。本來是坐在誠的旁邊，但在世界的請求下讓位。由於了解世界的感覺所以表面上沒有甚麼特別，而實際上卻抱著隱藏的感情。正常情況上是支持世界的，但在特定的路徑下參與了爭奪誠，另外的是有到訪海外的經驗。擁有自己獨立的結局，但在各女角中只有她與光是沒有特定的選項存在。雖然在本作中有不少優柔寡斷的行動，但在PC版作为一个有良心的人物設定亦相當受歡迎。與世界共同與誠生產小孩，其後不明。
收錄在光碟裡卻沒有在遊戲裡使用的資料中，有一段「章魚吻」的發言，引起了不少Fans的關注。這是遊戲裡進不去的短劇情，在這段劇情裡的對話與後來Summer Days的製作方向竟不謀而合，是否為製作小組蓄意放出的則不得而知了。
加藤乙女（聲：松永雪希／永見はるか）
生日：4月1日（白羊座）、身高：164.1cm、血型：AB型、三圍：78/64/90，姓名源於「加藤友三郎」。
榊野学園1年4組學生，女子籃球部部員，路夏和誠的中學同學。在很早以前已喜歡誠，但是通常故意掩飾。與七海同是女子籃部所屬，因誠的影響而加入籃球部。為4組的領導者、欺負言葉小組的帶頭人物，在女生中很有領導力，也因此使言葉在班中被孤立，因故事的進程參與對誠的爭奪。
黑田光（聲：一色光／田中涼子）
生日：11月9日（天蠍座）、身高：161.4cm、血型：B型、三圍：82/64/88，姓名源於「黑田清隆」。
榊野学園1年3組學生，家裏開西點鋪，經常為父母幫忙。勇氣的国中同學，世界的朋友，深信世界與誠在交往著，但沒有認真考慮過言葉與誠距離不斷縮短的事實。很喜歡泰介，並根據故事進程與泰介交往。為全部女主角中唯一擁有為誠誕下孩子的個別結局（與世界・言葉・刹那外亦有懷孕的情節，但並沒有其詳細的描寫）。
甘露寺七海（聲：藤村美緒／高橋智秋）
生日:7月20日（巨蟹座）、身高:172.9cm、血型:AB型、三圍:98/68/88，姓名源於「甘露寺受長」。
榊野學園1年3組學生，女子籃球部部員，是榊野學園的體育特待生。世界的友人。其男友是男子籃球部的前輩。早在中學時代已經認識並討厭言葉，在某方面來說亦為欺負言葉的中心人物。另外，在個別的故事進程中，悲惨地遭前輩們公開她在學園祭時與男友的情事。
由於角色設定位置差且人氣低下，於『Summer Days』中只有其名字登場。
澤永泰介（聲：日向日陰／松本吉郎）
榊野学園1年3組學生。伊能步的長子，澤越止的長孫，但是劇中並沒有提及。伊藤誠從國中開始就認識的損友，也是足利勇氣國中時的同學。有著癡呆猥瑣的性格，被黑田光暗戀著，但本人卻完全沒有注意到。基本上是不討人厭但輕舉妄動的人，不過在細心留意下會發現他有不少毛病。根據故事進程曾與言葉與光交往過。
為『PureMail -ピュアメール-』中登場人物澤永美紀之弟。在《Summer Days》中有其名字登場。
到現時為止沒有任何小孩，因他沒有與任何特定女子有關係並發展的記錄（HQ版有追加關係情節）。但在特定的故事發展下強暴了言葉（HQ版追加世界），窺視了他致命的惡癖。對性的饑渴甚至和叔叔誠不相上下。
小淵南（聲：栗林美奈實／同左）
生日：6月25日（巨蟹座）、身高：164.8cm、血型：B型、三圍：78/62/84，姓名源於「小淵惠三」。
榊野學園1年4組學生，乙女的朋友，欺負言葉小組的1人。
小泉夏美（聲：／古原奈奈）
生日：1月8日（摩羯座）、身高：163.4cm、血型：B型、三圍：82/62/84，姓名源於「小泉純一郎」。
榊野學園1年4組學生，乙女的朋友，欺負言葉小組的1人。
森來實（聲：／祭田繪理）
生日：7月14日（巨蟹座）、身高：152.6cm、血型：AB型、三圍：77/58/80，姓名源於「森喜朗」。
榊野學園1年4組學生，乙女的朋友，欺負言葉小組的1人。
伊藤萌子（聲：／本井英美）
誠和止的母親，擔任護士。在《School Days》中沒有露臉只有台詞配音，在《Cross Days》中名字確定為，後來在《Shiny Days》中正式登場。
萌子在《Strip Battle Days 2》中是誠的可攻略對象之一，由於遊戲僅在發售數日後就暫停發售，官方只說明有不適當的圖片，外界推測可能與倫理有關。
伊藤止
生日：2月18日（水瓶座）、身高：97.3cm、血型：A型、三圍：45/40/45
誠的妹妹，國小一年級學生。誠的雙親離婚後誠由母親接養，止則由父親接養而在別處生活，雖然分居但時常會跑回來玩玩，是天真爛漫而且愛撒嬌的類型。喜歡的食物是桃。相當親近誠，亦是誠唯一以良心對待的人。因為不喜歡父親，因此經常溜出自己家找兄長誠一起遊玩。姓氏在作品中沒有出現、不明（但在本作開發日誌中被認為是「伊藤」）。在《Summer Days》登場時，姓氏仍然不明。而對乙女的時候，其選擇為「恐怖的人（怖い人）」與「和善的人（やさしい人）」的評價（因此在《Summer Days》很有關係的）。
桂真奈美（聲：鈴美巴））
生日：10月9日（天秤座）、身高：172.9cm、血型：AB型、三圍：122/72/94
言葉和心的母親。擔任管理諮詢，視察踴子的店家。桂家是有錢人，因為自丈夫她的買賣成功了。與舞和踊子從很早以前就認識。在《School Days》中沒有露臉只有台詞配音，後來在《Summer Days》中正式登場。
桂心（聲：／）
生日：11月28日（射手座）、身高：118.9cm、血液型：A型、三圍：52/46/56
言葉的妹妹，正在上小學。性格與姊姊相反的活潑女孩。常常把晚熟的姐姐耍著玩，但是看著姐姐一點一點在改變也會覺得很擔心她。為本作的配角，而在『Summer Days』中是可攻略對象。
西園寺踊子
生日：11月23日（射手座）、身高：166.1cm、血型：B型、三圍：90/64/88
世界的母親，Radish（ラディッシュ）榊野町分店的現任店長，《Summerラディッシュバケーション!!》的女主角。在設定資料集中名字為，不過在官方網頁中只是以的名字出現，後來在《Summer Days》中其名字確定為，並且是可攻略對象。
田中一郎（聲：無）
榊野学園1年3組學生，與刹那一起擔任文化祭執行委員，是完全沒有臺詞，甚至連面貌都沒有的角色（唯一的設定就是身材健碩）。在《School Days》的劇情中，其職務被伊藤誠接替。

## Summer Days
山縣愛（聲：櫻川未央／小林眞紀）
生日：6月14日（雙子座）、身高：156.7cm、血型：AB型、三圍：76/57/81，姓氏源於「山縣有朋」。
榊野学園1年3組學生，戴眼鏡。國中的時候就和認識誠，跟世界、光等人感情也很好。對誠的感情很堅定。路夏等人的中學同學，在國中時與誠和乙女組成親密的三人遊玩小組，與路夏卻不是很熟悉。喜歡誠，曾經告白過但被拒絕。現在開始正視與誠產生的距離。
加藤可憐（聲：GUNTA）
生日：2月22日（雙魚座）、身長：159.2cm、血型：O型、三圍：88/63/82
乙女的妹妹。想到什麼就說什麼的行動派。比姐姐更有身段。一邊和姐姐共同為誠打氣，自己也一邊仰慕著身為國中學長的誠。
二條一葉（聲：神月葵）
雙胞胎二葉的姐姐，母親是二條若葉（《Summerラディッシュバケーション!!》的女主角），父親是間瞬。可憐的同學兼朋友。膽小而且害羞內向。偷偷仰慕著誠。
二條二葉（聲：草月彌生）
雙胞胎一葉的妹妹。可憐的同學兼朋友。常常和姐姐一起行動，但是如果決定了什麼，就算一個人也會卯起來衝的類型。本以為是無自覺天生型（天然系），但是卻出乎意外地精明。和Radish的前店長感情不錯。
清浦舞（聲：夏海萌）
生日：11月4日（天蠍座）、身高：166.1cm、血型：A型、三圍：79/62/84
刹那的母親，《Summerラディッシュバケーション!!》的女主角。和踊子是親戚也是對手。「透過女兒向踊子施加壓力」這種事也曾做過，有著舉止很孩子氣的部分。在總社擔任重要職位的粉領階級。最近好像有點在節食。
橋本織葉（聲：雙海葉月）
生日：2月29日（雙魚座）、身高：158.7cm、血型：B型、三圍：89/65/87，姓氏源於「橋本家」。
Radish的工讀生。個性率直。以「因為很寂寞」為由，在打工結束後經常和男朋友碰面。
村山野杏（聲：原由葉）
生日：3月3日（雙魚座）、身高：159.4cm、血液型：AB型、三圍：92/66/88，姓氏源於「村山富市」。
Radish的工讀生。大方的待人態度雖然很不錯，但是嘴還滿毒的。在得知誠父親的身份後便開始主動接近誠。
間瞬（聲：樋口宏澄）
世界、刹那、一葉、二葉、葉音、路夏、祈的父親，《Summerラディッシュバケーション!!》的男主角。前任Radish店長，在踊子和舞到巴黎出差的期間成為Radish的代理店長。

## Cross Days
足利勇氣
生日：12月15日（射手座）、身高：153cm、血型：B型、三圍：78/65/78，姓氏源於「足利氏」。
榊野学園1年1組學生，《Cross Days》的男主角，圖書管理員。個子小、戴眼鏡，喜歡玩MMO。對姐姐知惠很不服氣卻都會服從。對經常去圖書室學習的言葉有好感，又因爲姐姐的原因和喜連川路夏結識。對於誠與桂言葉交往中，卻仍然與其他女生有曖昧關係，懷有強烈的嫉妒與不滿，以女裝扮演「優」（ゆう）接近誠企圖揭穿他。
喜連川路夏
生日：10月24日（天蠍座）、身高：150cm、血型：O型、三圍：85/64/88，姓氏源於「喜連川氏」。
榊野学園1年2組學生，《Cross Days》的女主角，誠的國中同學。與勇氣一樣身材矮小卻是籃球部員，對身為部内前輩的足利知惠十分憧憬。因爲知惠的關係與勇氣熟識，當被知惠問及喜歡的對象時，卻回答出了伊藤誠的名字，也由此招來勇氣的誤會。
足利知惠（聲：本山美奈）
生日：7月27日（獅子座）、身高：167cm、血型：A型、三圍：86/61/86
榊野学園2年1組學生，勇氣的姐姐，性格強硬。和甘露寺七海關係很好。撮合分別身為弟弟與後輩的勇氣與路夏。
花山院恭一（聲：小池竹藏）
榊野学園2年級學生，甘露寺七海的男朋友。與勇氣一同擔任圖書管理員的前輩，將勇氣拖入網絡遊戲的罪魁禍首，也是個喜歡美少女遊戲的輕度御宅族。在打私塾教師的零工。
石橋伊穩
經常在知惠身邊的人，籃球部部員。行動性性格，皮膚較黑，身材苗條。除此之外還是個吸煙者。
吉良洋佳（聲：高倉美流）
經常在知惠身邊的人。與伊穩正好相反，性格沉著而且身材豐滿，卻也是個吸煙者。
遠野美沙子（聲：不明）
本為Overflow在2004年發佈的遊戲《Lost M》的女主角，在《Cross Days》中作爲彩蛋的亂入角色。
大隈二喜（聲：佐藤由衣（廣播劇CD『Little Promise』）／倉田まりや）
世界和剎那的青梅竹馬。貞操觀念薄弱。
二條葉音（聲：雪村とあ）
二喜的同學和朋友，一葉和二葉的姊姊。
甘露寺八江（聲：御苑生メイ）
七海的妹妹，喜歡恭一。
花山院恭美（聲：上田朱音）
恭一的妹妹，對哥哥抱有戀心。

## Shiny Days
足利祈（聲：永野まどか）
《Shiny Days》的女主角，自家原巳浜神社的巫女。
江幡夏日（聲：櫻川未央）
祈的母親，原巳浜神社夏季祭典的負責人，平常是藥店的藥劑師，《Summerラディッシュバケーション!!》的女主角。
加藤撫子
乙女和可憐的母親。
索尼子（聲：すーぱーそに子）
Radish的工讀生。索尼子是Nitroplus的虛擬代言人超級索尼子，在《Shiny Days》中客串演出並且擔任片尾曲的主唱。